# A Piece Of Your Soul
A Piece Of Your Soul é o segundo álbum da banda texana de blues-rock Storyville. O álbum foi lançado no dia 1 de Janeiro de 1996, com o selo Atlantic Record's.

## Faixas
1. Bitter Rain - 5:54
2. Good Day for the Blues - 3:59
3. Blind Side - 3:48
4. Don't Make Me Cry - 5:34
5. What Passes for Love - 6:07
6. Solid Ground - 5:14
7. A Piece of Your Soul - 3:53
8. Cynical - 4:05
9. Luck Runs Out - 4:34
10. Can't Go There Anymore - 4:43
11. Share That Smile - 5:47

## Créditos
- Malford Milligan – vocais
- David Grissom – guitarras/back-vocal
- David Holt - guitarras/back-vocal
- Tommy Shannon – baixo
- Chris Layton – baterias

## Desempenho nas Paradas Musicais
| Ano  | Paradas Musicais | Desempenho |
| ---- | ---------------- | ---------- |
| 1996 | Top Blues Albums | #5         |